# Francia de ultramar

Territorios franceses de ultramar

Francia de ultramar (en francés: France d'outre-mer) o territorios de ultramar, comprende los territorios de la República Francesa alejados de la Francia metropolitana o France                                                 continental, que es la situada en el continente europeo. Se habla igualmente de DROM-COM (departamentos y regiones de ultramar y colectividades de ultramar) o DOM-TOM (Departamentos y Territorios de Ultramar). Dichos DROM son también una parte de las regiones ultraperiféricas de la Unión Europea.
Originarios de los antiguos imperios coloniales franceses, estos territorios están situados en América, Oceanía, el océano Índico y la Antártida y están sujetos a regímenes administrativos y jurídicos muy diferentes.
Con una superficie de 120 370 km² (o 552 528 km² incluyendo Terre Adélie - Tierra Adelia) y una población de más de 2,8 millones de habitantes en 2019, los territorios de ultramar representan el 17,9 % del territorio francés y el 4 % de su población. Esta no incluye las propiedades privadas de Francia en otros países: los Dominios franceses de Santa Elena y el Dominio nacional francés en Tierra Santa.

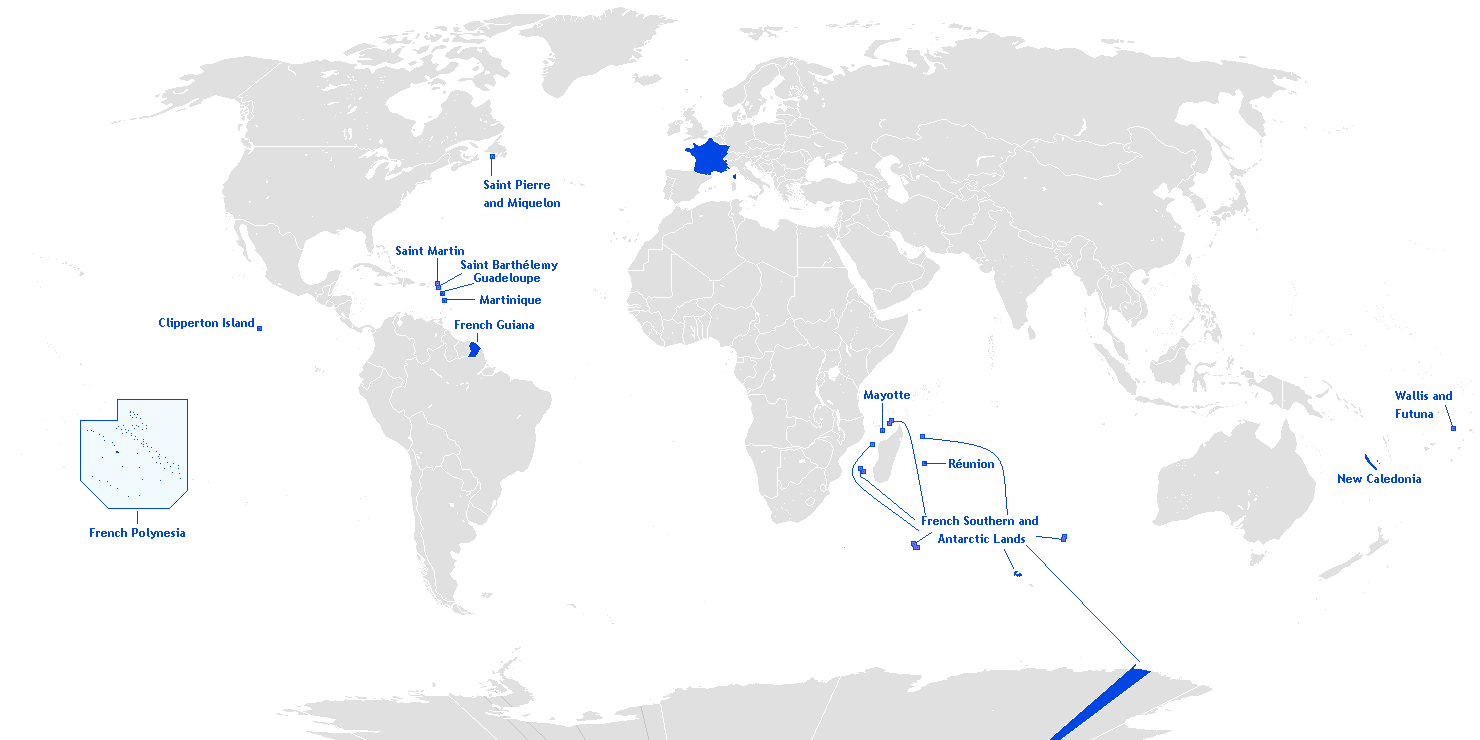
Territorios franceses de ultramar

## Estatutos constitucionales

### Departamentos y regiones de ultramar
Las regiones de ultramar tienen exactamente el mismo estatus que las regiones continentales de Francia. La Constitución francesa establece que, en general, las leyes y reglamentos franceses (código civil, código penal, derecho administrativo, leyes sociales, leyes fiscales, etc.) se aplican a las regiones francesas de ultramar igual que en la Francia metropolitana, pero pueden adaptarse según las necesidades particulares de la región. Por lo tanto, las administraciones locales de las regiones francesas de ultramar no pueden aprobar por sí mismas nuevas leyes.
- Guayana Francesa (desde 1946)
- Guadalupe (desde 1946)
- Martinica (desde 1946)

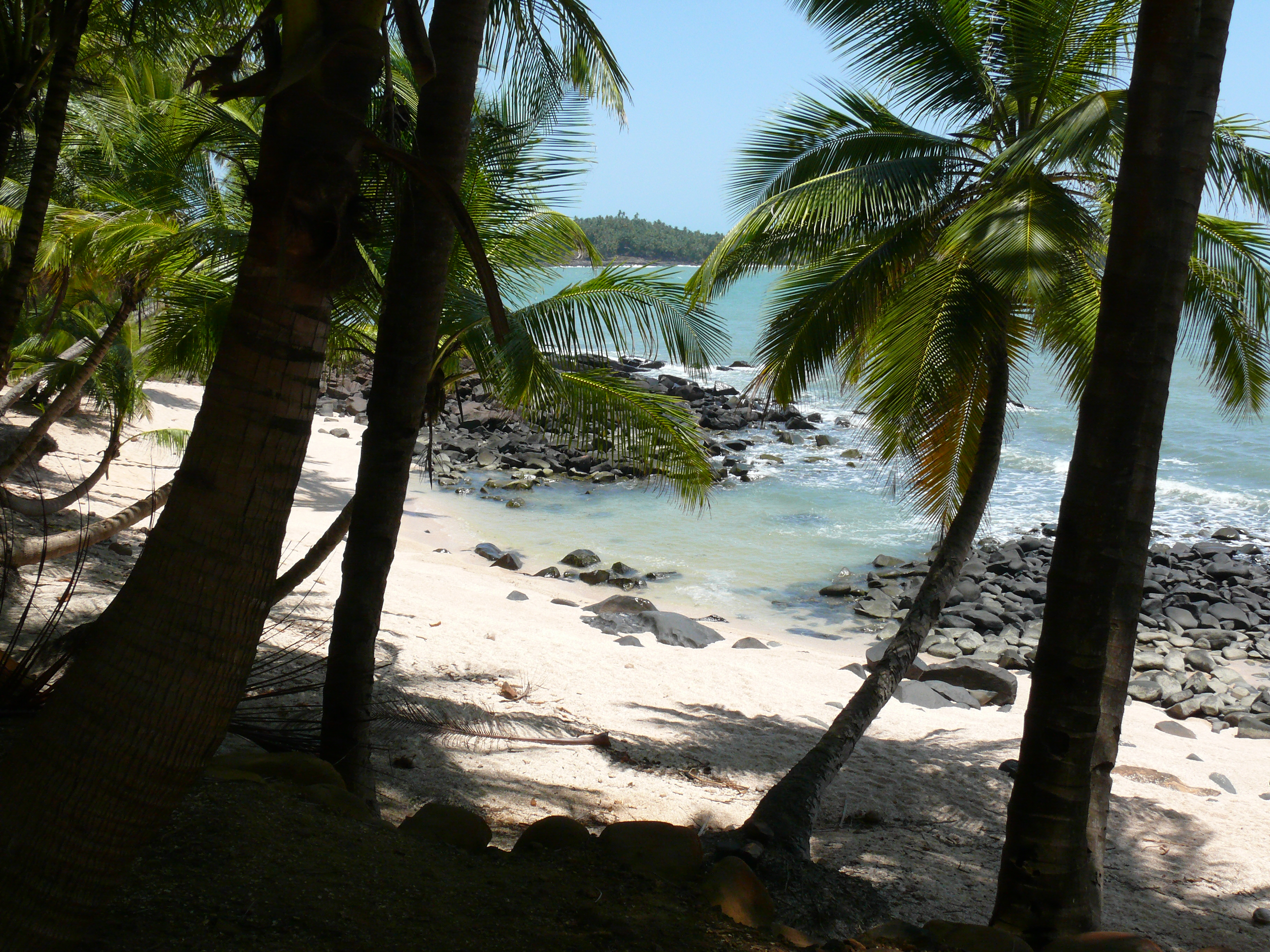
Vista de la Isla San José en la Guayana Francesa, América del Sur

- Mayotte (desde 2011) 1976-2003: territorio de ultramar sui generis; 2001-2003: con la denominación de comunidad departamental; 2003-2011: comunidad de ultramar. En el referéndum sobre el estatuto de Mahoran de 2009, los mahoranos votaron a favor de convertirse en un departamento de ultramar en 2011, lo que ocurrió el 31 de marzo de 2011.
- Reunión (desde 1946)

### Colectividades de ultramar
La categoría de colectividad de ultramar (collectivité d'outre-mer o COM) fue creada por la reforma constitucional francesa del 28 de marzo de 2003. Cada colectividad de ultramar tiene sus propias leyes estatutarias.
A diferencia de los departamentos/regiones de ultramar, las colectividades de ultramar están facultadas para elaborar sus propias leyes, excepto en ciertas áreas reservadas al gobierno nacional francés (como la defensa, las relaciones internacionales, el comercio y la moneda, y el derecho judicial y administrativo). Las colectividades de ultramar son gobernadas por asambleas locales elegidas y por el Parlamento y el Gobierno franceses, con un miembro del gabinete, el ministro de Ultramar, encargado de los asuntos relacionados con los territorios de ultramar.

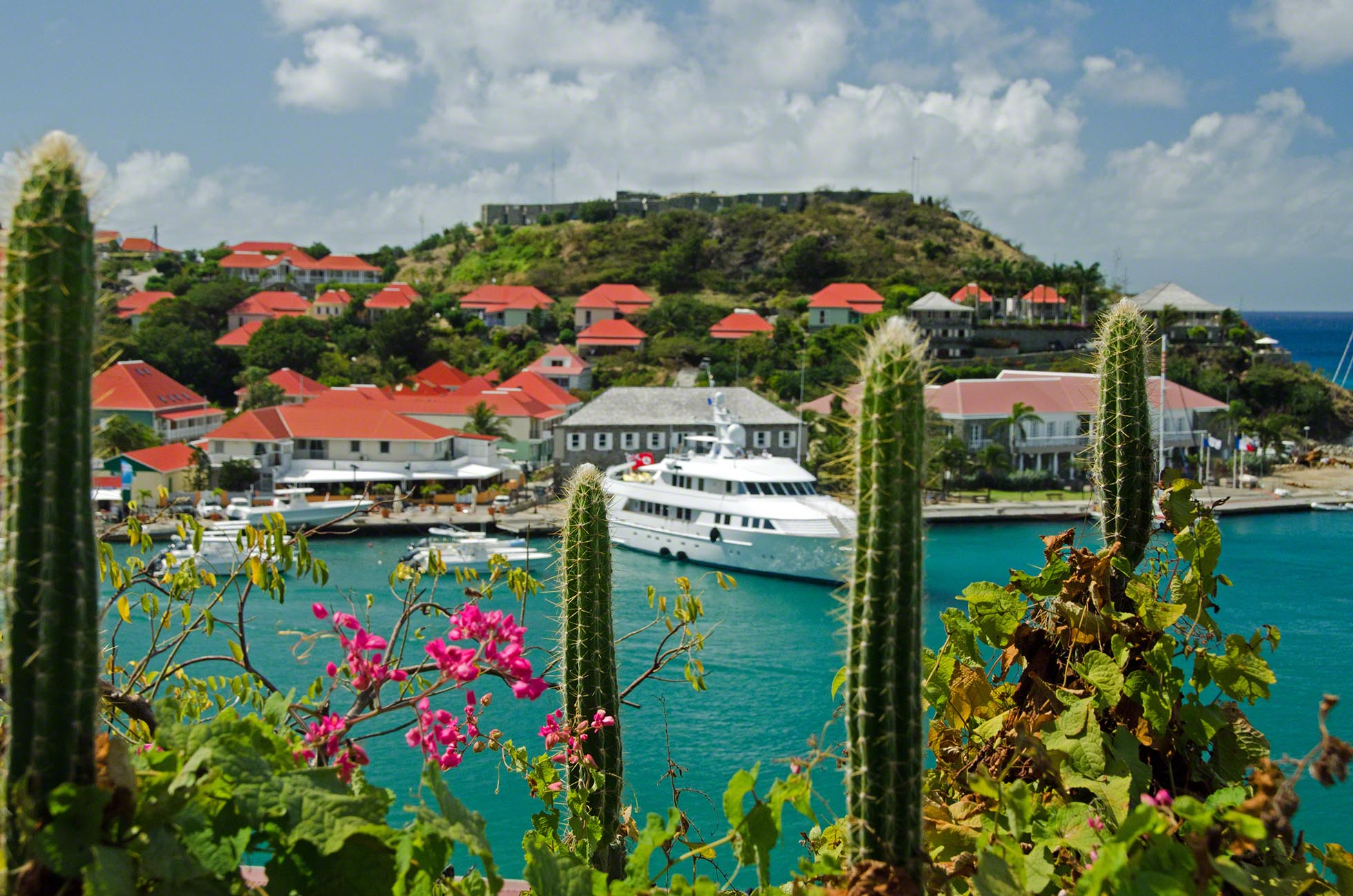
Gustavia, en San Bartolomé, Antillas Menores, Mar Caribe

- Polinesia Francesa (1946-2003: territorio de ultramar, desde 2003: colectividad de ultramar) En 2004 recibió la designación de «país de ultramar» (en francés: pays d'outre-mer), pero el Consejo Constitucional de Francia ha aclarado que esta designación no creó una nueva categoría política.
- San Bartolomé: En 2003, San Bartolomé votó para convertirse en una colectividad de ultramar de Francia. San Bartolomé no forma parte de la Unión Europea, habiendo cambiado el estatus a país o territorio de ultramar asociado a la Unión Europea en 2012.
- San Martín: En 2003, la población de San Martín votó a favor de la secesión de Guadalupe para convertirse en una colectividad de ultramar separada de Francia. El 7 de febrero de 2007, el Parlamento francés aprobó un proyecto de ley que concedía el estatus de COM a ambas jurisdicciones. El nuevo estatus entró en vigor el 22 de febrero de 2007, cuando la ley se publicó en el Journal Officiel. San Martín sigue formando parte de la Unión Europea, tal y como establece el Tratado de Lisboa.
- San Pedro y Miquelón (1976-85: departamento de ultramar, 1985-2003: territorio de ultramar sui generis, desde 2003: colectividad de ultramar). A pesar de tener el estatus político de «colectividad de ultramar», San Pedro y Miquelón se llama collectivité territoriale de Saint-Pierre-et-Miquelon, literalmente «colectividad territorial».
- Wallis y Futuna (1961-2003: territorio de ultramar, desde 2003: colectividad de ultramar). Se sigue denominando comúnmente como territorio (Territoire des îles Wallis et Futuna).

### Colectividad sui generis

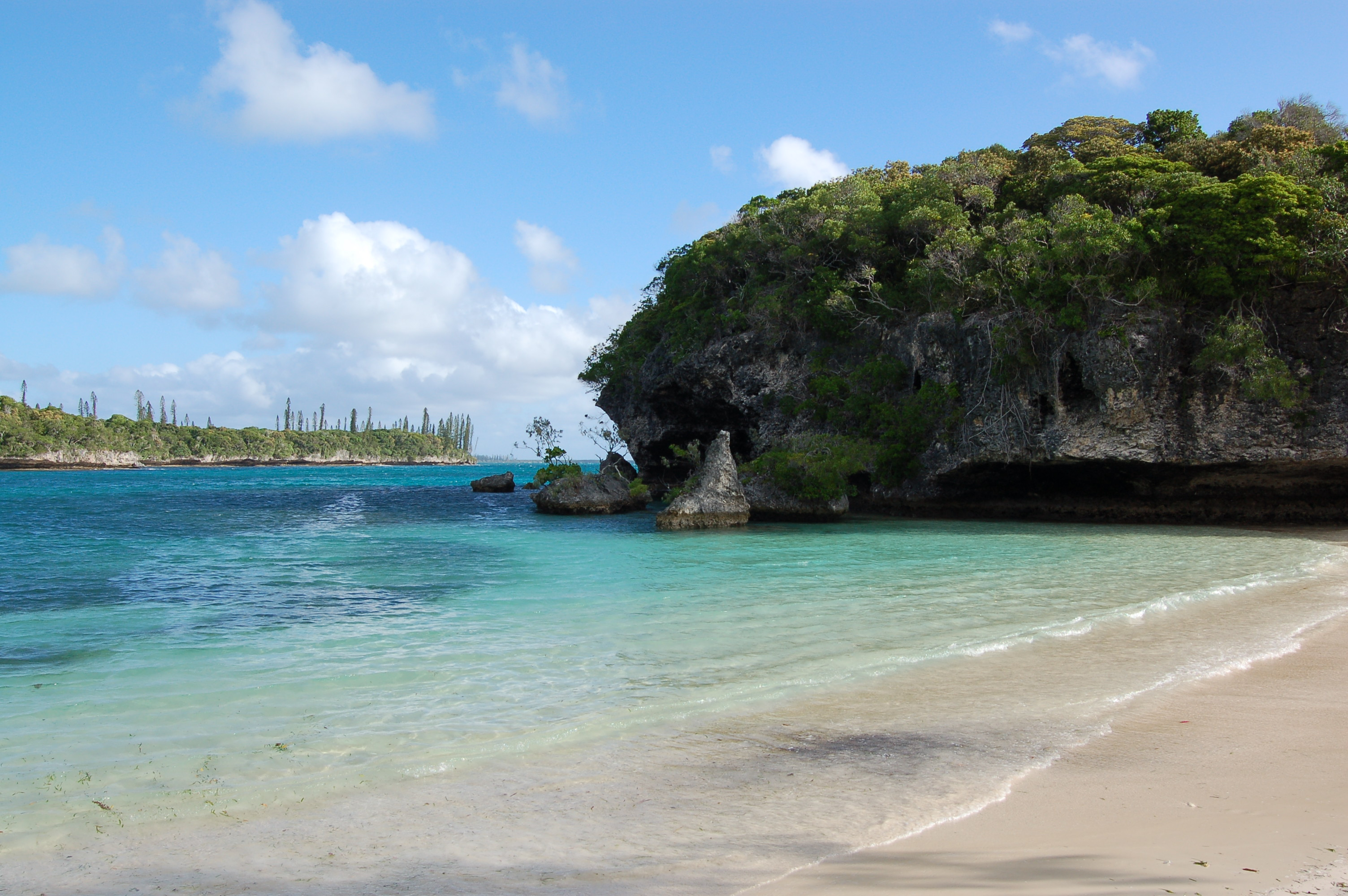
Isla de los Pinos, Nueva Caledonia, Oceanía

Nueva Caledonia tuvo el estatus de territorio de ultramar de 1946 a 1998, pero a raíz del Acuerdo de Numea de 1998 obtuvo un estatus especial (statut particulier o sui generis) en 1999. Se estableció una ciudadanía neocaledonia (además de la francesa, que se mantiene en paralelo, junto con la europea), y se inició un traspaso de poderes gradual del Estado francés a la propia Nueva Caledonia, que duraría de 15 a 20 años.
Sin embargo, este proceso estaba sujeto a la aprobación en un referéndum. Se han celebrado tres referendos de independencia, en 2018, 2020 y 2021. En el tercer y último referéndum, en diciembre de 2021, el 96,5% rechazó la independencia, pero la participación fue solo del 43,9%. En los dos referendos anteriores el «no» fue del 57% y del 53% respectivamente.
El futuro estatus dentro de Francia de Nueva Caledonia será ahora objeto de un nuevo referéndum que se celebrará antes de finales de 2023.

## Territorios con población
Los 11 territorios son:
| Escudo                        | Nombre               | Capital        | Población      | Superficie | Estatus                              | Localización                          | Observaciones |
| ----------------------------- | -------------------- | -------------- | -------------- | ---------- | ------------------------------------ | ------------------------------------- | --- |
|                               | Reunión              | Saint-Denis    | 865.961 (2018) | 2512 km²   | Departamento de ultramar             | África - (Océano Índico)              | Situado en el océano Índico, al este de Madagascar, muy cerca de Mauricio. |
|                               | Guadalupe            | Basse-Terre    | 408.201 (2021) | 1628 km²   | Departamento de ultramar             | América central - (Mar Caribe)        | Las islas de San Bartolomé y San Martín formaron parte de Guadalupe hasta 2007 cuando se separaron como colectividad territorial, incluye 3 dependencias Marigalante (158 km²), La Deseada (20,64 km²) y Los Santos (12,8 km²) |

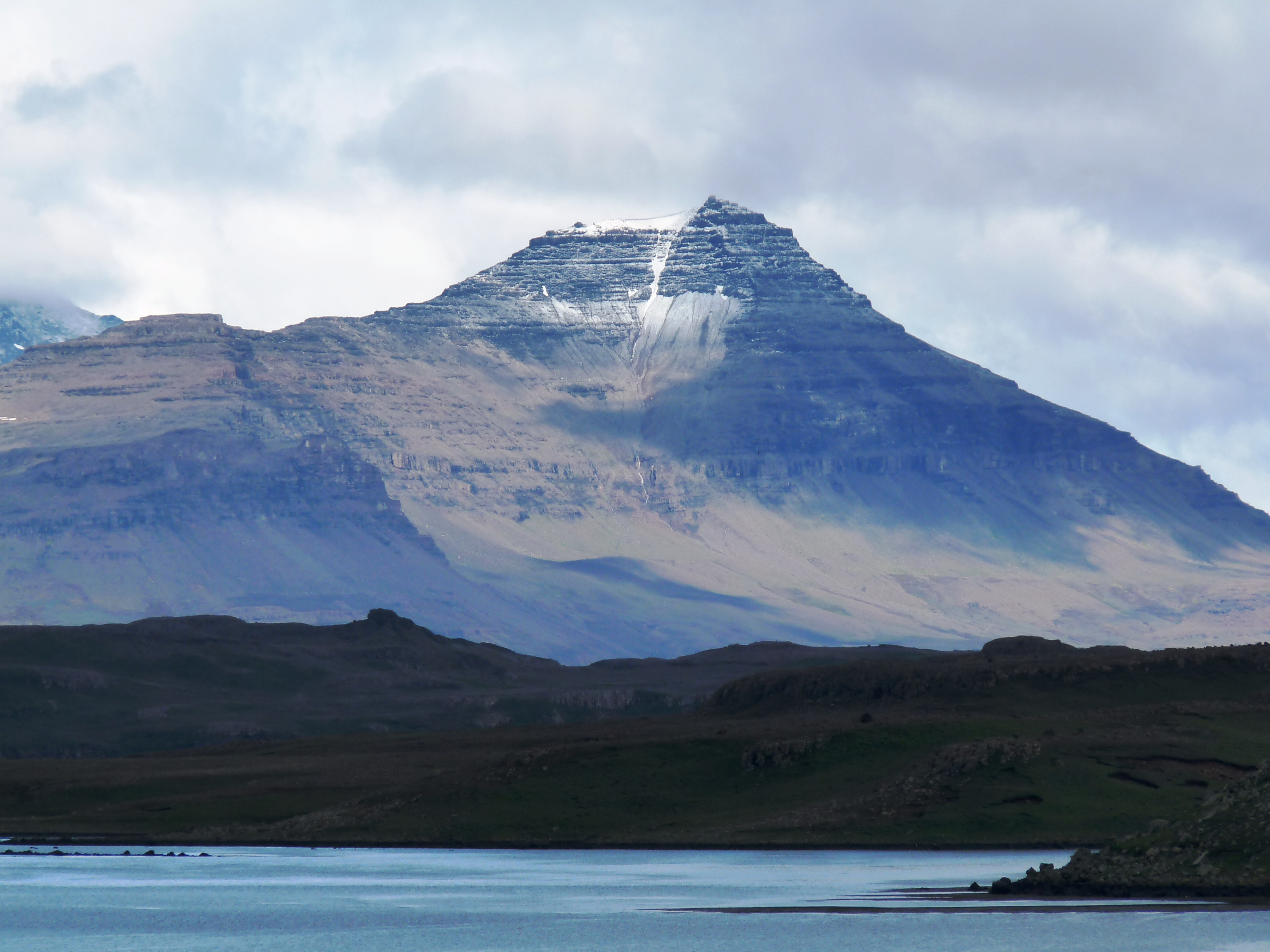
Monte Trapeze, Islas Kerguelen

|                               | Martinica            | Fort-de-France | 402.000 (2018) | 1128 km²   | Departamento de ultramar             | América central - (Mar Caribe)        | La moneda de curso legal en Martinica es el euro, aunque, antes del año 2002, circulaban conjuntamente el franco de Martinica y el franco francés. |
|                               | Guayana Francesa     | Cayena         | 294.071 (2021) | 86504 km²  | Departamento de ultramar             | América del Sur - (Macizo Guayanés)   | Es el único territorio en América del Sur continental que ha elegido la integración completa a la Unión Europea. |
| Bandera de Polinesia Francesa | Polinesia Francesa   | Papeete        | 278.434 (2021) | 4167 km²   | Colectividad de ultramar             | Oceanía - (Océano Pacífico)           | A veces erróneamente se llama a todo el territorio Tahití, pero ésta, es en realidad solamente, la isla más poblada de la polinesia Francesa, conformada por 5 grandes archipiélagos: Islas de la Sociedad (1.593 km²), Islas Marquesas (1.049 km²), Archipiélago Tuamotu (885 km²), Islas Australes (152 km²) y las Islas Gambier (31 km²). |
|                               | Nueva Caledonia      | Numea          | 271.407 (2021) | 19058 km²  | Colectividad de ultramar sui géneris | Oceanía - (Océano Pacífico)           | El 4 de octubre de 2020 se celebró el referéndum de independencia El "NO" a la independencia ganó nuevamente. Obtuvo un 56,4% de los votos, con una participación del 80,63%. |
|                               | Mayotte              | Mamoudzou      | 288.926 (2021) | 374 km²    | Departamento de ultramar             | África - (Canal de Mozambique)        | Reivindicado por Comoras. Sin embargo, la población local voto en referéndum permanecer como parte de Francia. |
|                               | San Martín           | Marigot        | 34.065 (2018)  | 53 km²     | Colectividad de ultramar             | América central - (Mar Caribe)        | Formó parte de Guadalupe hasta 2007 |
|                               | Wallis y Futuna      | Mata-Utu       | 11.558 (2018)  | 274 km²    | Colectividad de ultramar             | Oceanía - (Océano Pacífico)           | El territorio utiliza el Franco CFP, al igual que los otros territorios franceses en el Pacífico. |
|                               | San Bartolomé        | Gustavia       | 10.000 (2022)  | 25 km²     | Colectividad de ultramar             | América central - (Mar Caribe)        | Formó parte de Guadalupe hasta 2007 |
|                               | San Pedro y Miquelón | Saint-Pierre   | 6.008 (2016)   | 242 km²    | Colectividad de ultramar             | América del Norte - (Atlántico Norte) | Único territorio francés en América del Norte; un vestigio de lo que fue el Virreinato de Nueva Francia que incluía otros territorios como el Canadá francés y la Luisiana francesa. |

| Estatus         | Población | Superficie  |
| --------------- | --------- | ----------- |
| DOM-ROM         | 1.786.384 | 91.772 km²  |
| COM             | 509.175   | 5.135 km²   |
| Nueva Caledonia | 244.410   | 19.058 km²  |
| Total           | 2.790.000 | 115.965 km² |

## Territorios sin población
| Nombre                         | Superficie | Estatus                             | Localización           | Observaciones                                     |
| ------------------------------ | ---------- | ----------------------------------- | ---------------------- | ------------------------------------------------- |
| Islas Crozet                   | 352 km²    | Distrito de las TAAF                | Sur del océano Índico  |                                                   |
| Kerguelen                      | 7.215 km²  | Distrito de las TAAF                | Sur del océano Índico  |                                                   |
| Islas de San Pablo y Ámsterdam | 66 km²     | Distrito de las TAAF                | Sur del océano Índico  |                                                   |
| Islas Dispersas                | 39,4 km²   | Distrito de las TAAF                | África                 | Soberanía contestada:                             |
| • Bassas da India              | 1 km²      | Distrito de las TAAF                | Canal de Mozambique    | Reivindicado por Madagascar                       |
| • Isla Europa                  | 28 km²     | Distrito de las TAAF                | Canal de Mozambique    | Reivindicado por Madagascar                       |
| • Islas Gloriosas              | 5 km²      | Distrito de las TAAF                | Este del Océano Índico | Reivindicado por Comoras, Madagascar y Seychelles |
| • Juan de Nova                 | 4,4 km²    | Distrito de las TAAF                | Canal de Mozambique    | Reivindicado por Madagascar                       |
| • Tromelin                     | 1 km²      | Distrito de las TAAF                | Este del Océano Índico | Reivindicado por Mauricio                         |
| Isla Clipperton                | 7 km²      | Posesión privada del Estado francés | Océano Pacífico        | Definida tras laudo arbitral de 1930              |

## Territorio reclamado
| Escudo | Nombre        | Capital               | Población | Superficie  | Estatus              | Localización | Observaciones                                                        |
| ------ | ------------- | --------------------- | --------- | ----------- | -------------------- | ------------ | -------------------------------------------------------------------- |
|        | Tierra Adelia | Base Dumont d'Urville | 120       | 432.000 km² | Distrito de las TAAF | Antártida    | Reclamo territorial sin soberanía efectiva por el tratado Antártico. |

## Representación política en las legislaturas

Bandera del Ministro de Ultramar.

Los ultramarinos gozan de una representación correspondiente en las dos cámaras del Parlamento francés y en las instituciones legislativas de la Unión Europea.

### Asamblea Nacional (Francia)
En la XIV Legislatura (2017-2022), la Francia de ultramar está representada por 27 diputados en la Asamblea Nacional francesa, lo que supone el 4,7 % de los 577 diputados de la Asamblea Nacional:

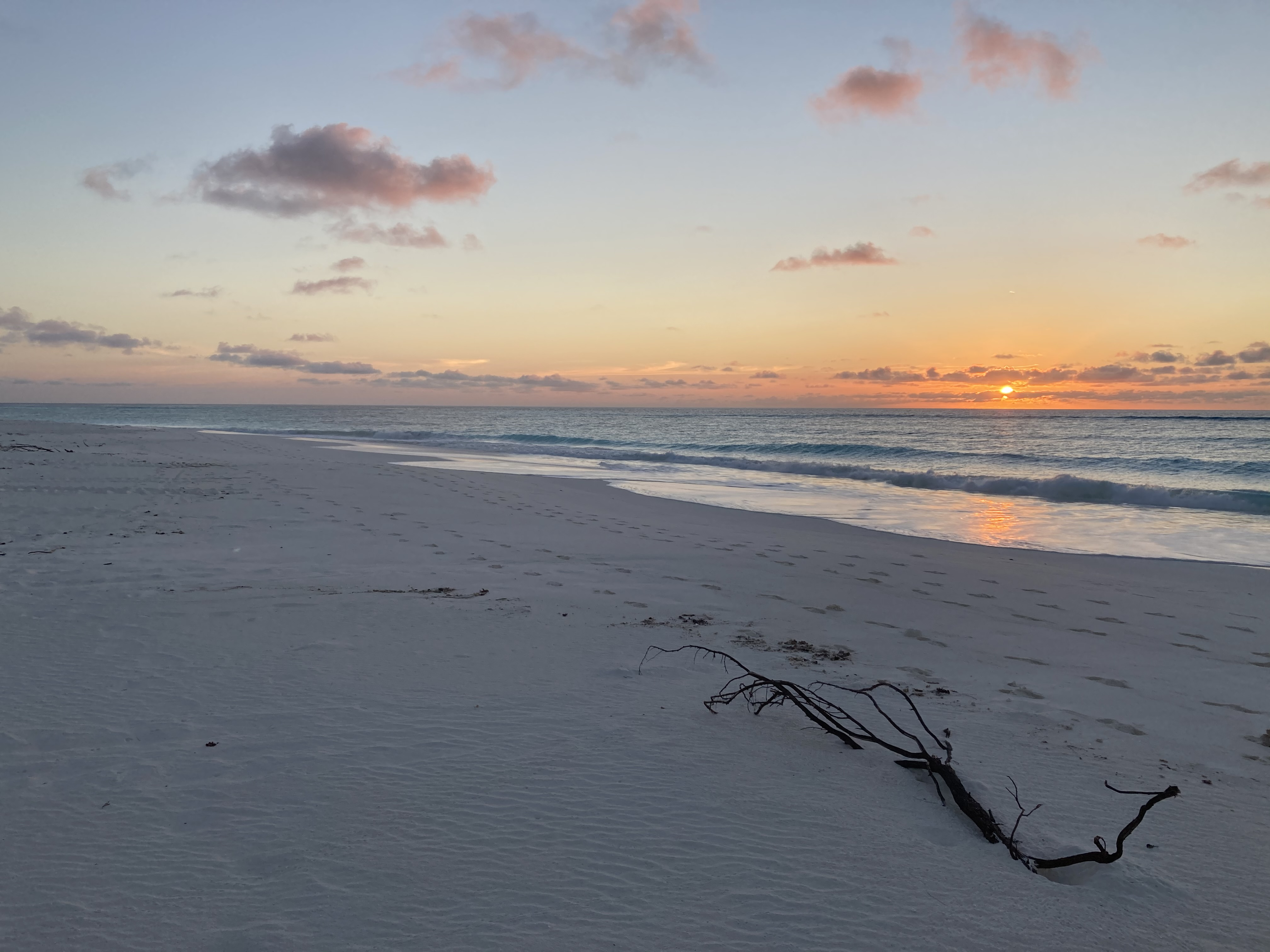
Playa en las Islas Gloriosas en el Océano Indico

- Reunión: 7
- Guadalupe: 4
- Martinica: 4
- Polinesia Francesa: 3
- Guayana Francesa: 2
- Mayotte: 2
- Nueva Caledonia: 2
- San Bartolomé y San Martín: 1
- San Pedro y Miquelón: 1
- Wallis y Futuna: 1

### Senado (Francia)
Desde septiembre de 2011, la Francia de ultramar está representada por 21 senadores en el Senado francés, lo que supone el 6,0% de los 348 senadores del Senado:

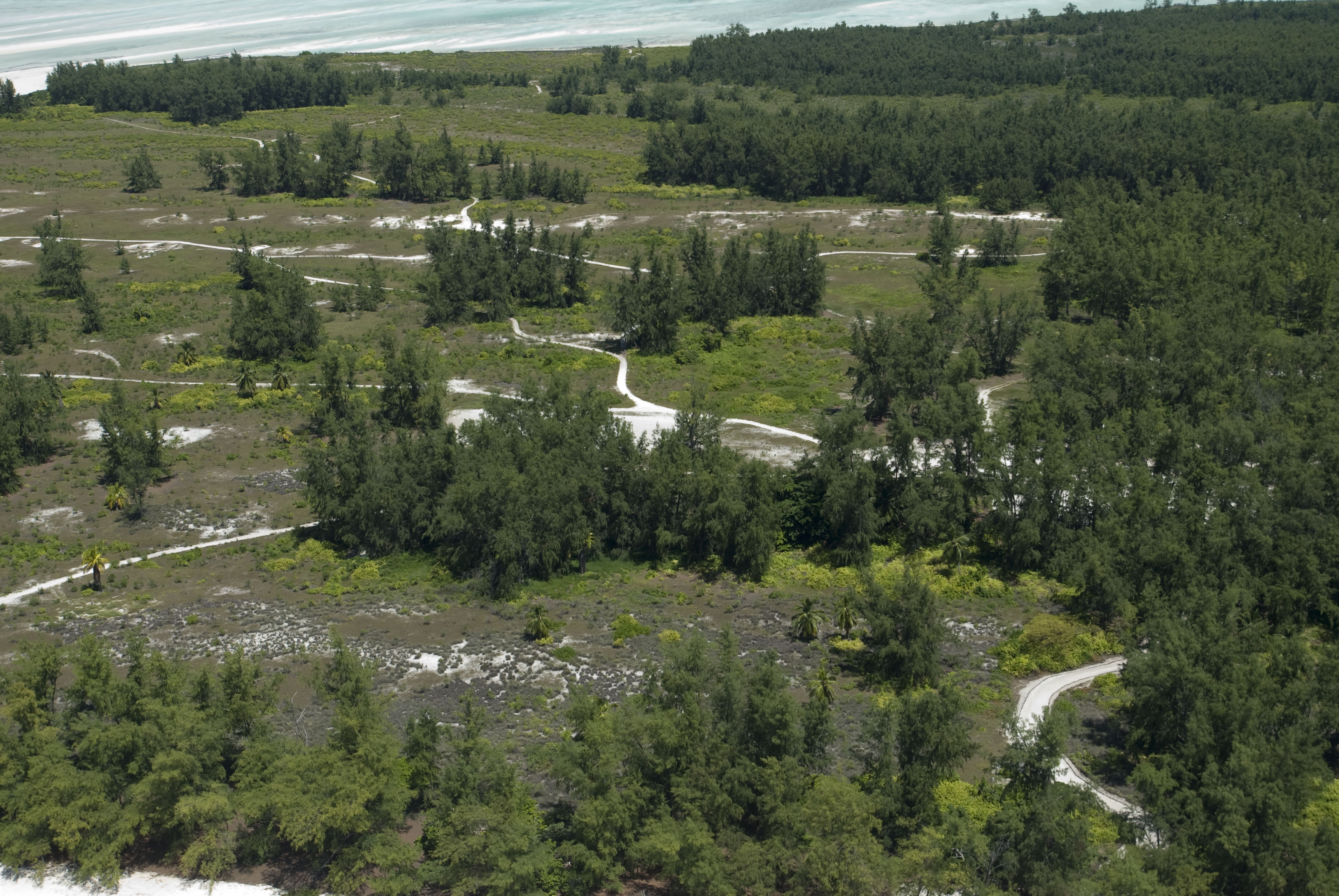
Vegetación en la Isla Juan de Nova

- Reunión: 4
- Guadalupe: 3
- Guayana Francesa: 2
- Polinesia Francesa: 2
- Martinica: 2
- Mayotte: 2
- Nueva Caledonia: 2
- San Bartolomé: 1
- San Martín: 1
- San Pedro y Miquelón: 1
- Wallis y Futuna: 1

### Parlamento Europeo (Unión Europea)
Los territorios solían estar representados colectivamente en el Parlamento Europeo por la circunscripción de los Territorios de Ultramar de Francia. Desde las elecciones europeas de 2019, Francia decidió cambiar a una circunscripción única, poniendo fin a todas las circunscripciones regionales, incluida la de los Territorios de Ultramar.

### Consejo (Unión Europea)
Los territorios especiales de los Estados miembros de la UE no están representados por separado en el Consejo de la UE. Cada Estado miembro representa a todos sus ciudadanos en el Consejo.